# Worms Armageddon
Worms Armageddon es un videojuego de estrategia por turnos desarrollado por Team17 y parte de la serie Worms. El jugador controla un equipo de hasta ocho gusanos en combate contra equipos opuestos, ya sea controlados por AI o controlados por jugadores, usando armas basadas en armas de la vida real y dibujos animados. El jugador puede personalizar batallas, equipos y mapas.
Originalmente destinado a ser un paquete de expansión de Worms 2 e inicialmente titulado Wormageddon, Worms Armageddon fue lanzado como un juego independiente inicialmente para PC en 1999 y desde entonces ha sido portado a otras plataformas. El juego fue recibido con críticas positivas y colocado en varias listas de los juegos más grandes de la historia.
A 2020 Worms Armageddon todavía recibe actualizaciones, y fue lanzado en Steam el 20 de marzo de 2013.

## Jugabilidad
Con casi iguales gráficos con Worms World Party, el juego se basa en turnos, con cada equipo moviéndose en secuencia, que se determina al azar, a través de terreno bidimensional. Durante un solo turno, un equipo solo puede mover uno de sus gusanos (a menos que se utilice un elemento que permita al equipo seleccionar su gusano). Los gusanos pueden caminar y saltar, así como (cuando los artículos apropiados están disponibles) oscilan por la cuerda, el paracaídas, el teletransportador y el salto bungee. El objetivo de una partida tradicional es derrotar a todos los equipos adversarios matando sus gusanos, aunque en la campaña algunas misiones tienen otros objetivos como recoger una cajita específica.
Cada gusano comienza la ronda con una cantidad específica de salud, que está predefinida por las opciones de juego elegidas o mediante scripts en los niveles de la campaña (Normalmente es de 100). Cuando se ataca con un arma, el gusano atacado perderá salud dependiendo del poder del arma y la puntería.  Un gusano puede ser eliminado por la explosión después de tener su salud reducida a cero o por ser golpeado en el agua alrededor y por debajo del nivel.
El juego incluye una gran variedad de armas, incluyendo armas cuerpo a cuerpo, proyectiles y explosivos, así como ataques aéreos. Algunos se basan en armas de la vida real, como la escopeta, la bazuca y la granada de mano ; Otros son más fantasiosos y caricaturescos, como la oveja, que sirve como un explosivo móvil, y la mofeta, que libera gas venenoso. En una partida normal, todos los equipos empiezan con las mismas armas, basándose en el conjunto de armas elegido. Es posible que algunas armas no estén disponibles hasta que pase un cierto número de vueltas. Dependiendo de las opciones de juego, armas adicionales pueden caer al azar en el terreno en cajas y/o teletransportadas. Además de las armas normales, durante la creación del equipo, cada equipo elige un arma especial que se pone a su disposición después de un cierto número de vueltas. Las armas especiales son más poderosas que las armas regulares y suelen ofrecer habilidades especiales; Super armas rara vez caen en cajas de armas. Estas armas se basan a menudo en temas fantasiosas. En homenaje a la película Monty Python y el Santo Grial, una de las armas del juego es una Granada de Mano Sagrada, con un efecto de sonido que recuerda el coro de Aleluya del Mesías de Haendel.

## Modos de juego
Worms Armageddon incluye una serie de misiones de entrenamiento, una campaña de un solo jugador, un modo deathmatch en el que el jugador lucha cada vez más difícil y es superado en número, multijugador local y multijugador en línea.
Multijugador local permite al jugador seleccionar los equipos que participan en la batalla, así como el número de gusanos y las desventajas, que las opciones y las armas se utilizan, y el nivel a jugar. Las partidas pueden utilizar cualquier combinación de equipos humanos y equipos informáticos, siempre que al menos un equipo sea humano. Además, varios equipos de gusanos pueden formar una alianza para el partido seleccionando el mismo color de equipo: seguirán operando por separado en la rotación de movimiento, pero compartirán armas y puntuación. Si varios jugadores humanos están usando la misma computadora, el juego funciona en modo Hotseat.
El modo multijugador en línea se configura de forma similar al multijugador local, pero permite a los jugadores estar en computadoras separadas. Además, hotseat se puede combinar con el juego en línea, por lo que múltiples jugadores humanos pueden utilizar cada equipo.
Worms Armageddon cuenta con un servicio de Internet para varios jugadores llamado WormNet. Este servicio permite a un jugador acoger un juego en línea y otros para unirse a él. El anfitrión puede elegir ajustes tales como el paisaje y el esquema. En el pasado, se utiliza para mantener una puntuación y un sistema de clasificación para los jugadores.

## Personalización
Worms Armageddon incluye un nivel muy alto de personalización - en juegos multijugador o escaramuzas, el jugador puede crear modos de juego personalizados con opciones de juego y juegos de armas preferidos. Las opciones regulares incluyen iniciar la salud, si los gusanos pueden moverse, cuánto tiempo dura un turno y opciones de muerte súbita (enlace roto disponible en Internet Archive; véase el historial, la primera versión y la última).. Las configuraciones de armas incluyen con qué armas comienzan los equipos, qué armas caerán dentro de cajas y cuántas veces, y qué tan poderosas son las armas individuales. Worms Armageddon ofrece varios niveles de personalización fuera de las opciones de juego directo.
El juego ofrece a los jugadores la posibilidad de crear sus propios equipos personalizados. Cada equipo tiene su propio nombre e incluye ocho gusanos nombrados individualmente. El jugador también puede cambiar el arma especial del equipo, marcador de tumba, bandera, fanfarria de la victoria y conjunto de voz. Además de numerosos valores predeterminados disponibles, el juego ofrece la posibilidad de importar voces personalizadas.
El juego incluye un generador de terreno aleatorio, un editor de terreno básico que permite al usuario crear la forma del terreno con pinceles, y un sistema de importación de terreno más complejo que permite al usuario importar terrenos a medida en formato de imagen. El juego se convierte automáticamente en terrenos jugables.

## Desarrollo
Worms Armageddon fue originalmente pensado para ser un paquete de expansión de Worms 2, pero finalmente se desarrolló como un juego independiente. Se pretendía que fuera el último juego de la franquicia Worms, pero Andy Davidson, el creador de Worms, sintió que necesitaba más contenido antes de ser lanzado, lo que llevó al desarrollo de Worms World Party. También iba a ser lanzado bajo el nombre de Wormageddon, pero Team17 cambió el nombre a Worms Armageddon debido a estrechas similitudes con el nombre del juego Carmageddon. Fue lanzado inicialmente para PCs en 1999 en Europa y el 31 de mayo de 1999 en Norteamérica y desde entonces ha sido portado a Dreamcast y PlayStation el 30 de noviembre de 1999, Game Boy Color el 19 de enero de 2000 y Nintendo 64 el 30 de marzo de 2000. La versión de Nintendo 64 es uno de los primeros juegos de Nintendo 64 que cuentan con un editor de terreno y generador. MacSoft estaba desarrollando una versión de Macintosh, pero desde entonces ha sido cancelada. Worms Armageddon fue producido por Martyn Brown y compuesto por Bjørn Lynne, Karl Morton fue el programador principal del juego, y Dan Cartwright  el artista principal.
Worms Armageddon fue lanzado inicialmente en Steam por un tiempo limitado como el bono pre-order para Worms Revolution. El lanzamiento de Steam incluía todas las mejoras de las actualizaciones publicadas anteriormente. Esta liberación fue hecha disponible el 12 de septiembre de 2012. El 20 de marzo de 2013, Worms Armageddon fue lanzado en la tienda de Steam como un juego independiente.
A pesar del tiempo, Worms Armageddon todavía recibe actualizaciones periódicas, principalmente de dos programadores conocidos como Deadcode y CyberShadow, reclutados por Team17. Estas actualizaciones tratan de errores y problemas de compatibilidad, y también añaden nuevas características al juego, tales como soporte para un mayor número de gusanos en una coincidencia y soporte para niveles de color de tamaño arbitrario. La última actualización fue el 16 de julio de 2020.

## Críticas
Worms Armageddon recibió críticas positivas por parte de críticos de videojuegos, promediando una puntuación de PC del 88% en el sitio web de GameRankings. El elemento principal a través de todas las versiones del juego que los críticos consideraron digno de elogio es el gameplay.
La versión para PC de Worms Armageddon tuvo un enorme éxito. Mientras escribía que los veteranos de Worms 2 encontrarían que el juego era similar, Greg Kasavin de GameSpot elogió el juego por ser fácil de jugar y controlar y gracioso, y los gráficos del juego, la física y la aparentemente interminable personalización, así como WormNet del juego. También comparó las misiones de un solo jugador con el clásico juego de Lemmings, ya que las misiones a menudo requerían que el jugador utilizara con precisión un suministro limitado de armas y herramientas para lograr el objetivo. Entre sus únicas críticas está el hecho de que los gusanos controlados por AI no utilizan sus arsenales completos y que el jugador desearía que hubiera más armas, más gráficos y sonido, y más contenido. Matthew Pierce de PC Gamer UK elogió Team17 por abordar los problemas de single-player (es decir, las misiones y AI) que el original Worms y Worms 2 siempre había sido criticado.
La recepción de la versión de Dreamcast fue positiva. Johnny Liu de Game Revolution elogió la versión por su "adictivo" juego, sus cargas de personalidad, y no tener que ahorrar dinero para comprar múltiples controladores para multijugador, pero criticó la versión por la falta de soporte de Internet, redujo las personalizaciones en comparación con el PC Versión, y la falta de una opción de controlador múltiple. Por el contrario, Ben Stahl de GameSpot alabó los múltiples puertos de controlador, así como multijugador por ser rápido y convertido en una "avalancha de estragos", pero criticó el sencillo-player para los gusanos controlados por AI casi perfecto La exactitud y el tiempo que tardan esos gusanos en completar sus turnos. También señaló que las voces agudas de los gusanos son "sólo ligeramente lindos" y potencialmente pueden ser molesto, pero elogió las bandas sonoras por prestar en realismo a una experiencia de otro modo poco realista y la música de fondo para ayudar a los jugadores a permanecer en la tarea.
En Game Boy Color recibió críticas mixtas. Craig Harris, de IGN, criticó la gran falta de características de la versión para PC (por ejemplo, armas) y personalidad y señaló sus gráficos "peculiares". El revisor sintió que el extremo delantero del juego era "extremadamente lanzado juntos". Sin embargo, concluyó que todavía era divertido jugar. Chris Hudak de The Electric Playground también criticó la falta de armas y también criticó la gran falta de bytes de sonido y la completa falta de voces y lo que percibió como "microscópico" gusanos que son difíciles de ver. Sin embargo, elogió el terreno y el motor de la física por estar bien traducido de las otras versiones del juego.

## Premios
Ganó el EGM 2000 Game Blast Awards como el mejor juego de estrategia

## Legado
Worms Armageddon ha sido colocado en varias listas de los mejores juegos de todos los tiempos. Spy Digital clasificó Worms Armageddon en el número 18 en su lista de los 20 mejores juegos de Nintendo 64 de todos los tiempos. GamesRadar clasificó el juego en el número 13 en su lista de los 50 mejores juegos de PlayStation I de todos los tiempos. También lo clasificaron en el número 68 en su lista de los 100 mejores videojuegos de todos los tiempos. Slant Magazine clasificó el juego en el número 100 en su lista similar. TechRadar enumeró el juego como uno de sus juegos preferidos de la PC de toda la hora.
Team17 optó por basar el código fuente del juego Worms W.M.D de 2016 totalmente en Worms Armageddon, porque los aficionados frecuentemente afirmaban que Worms Armageddon es el juego favorito en la serie. 